# Braggio
Braggio (Lombardisch: Bragg) is een plaats en voormalige gemeente in het Zwitserse kanton Graubünden, en maakt deel uit van het district Moësa.
Braggio telt 57 inwoners.

## Geschiedenis
Op 1 januari 2015 fuseerde Braggio met Arvigo, Cauco en Selma tot de gemeente Calanca.